# Вентер, Янко
Янко Вентер (англ. Janco Venter, родился 19 сентября 1994) — намибийский регбист, выступающий на позиции лока и фланкера.

## Биография
Окончил Виндхукскую среднюю школу и Стелленбосский университет. Выступал на уровне провинций в Кубке Карри за намибийскую команду «Вельвичиас» (де-факто вторую сборную Намибии) и за команду Западной Провинции, также представлял «Матиес». В 2018 году стал игроком клуба «Джерси Редс», играющего в Чемпионшипе.
За сборную Намибии играл на Кубке мира 2015 года.